# Зимин, Николай Яковлевич
Николай Яковлевич Зимин (23 ноября 1933, Магнитогорск, Челябинская область, РСФСР, СССР — 20 февраля 2015) — вальцовщик Магнитогорского металлургического комбината, мастер производственного обучения профессионального лицея № 13 в Магнитогорске, Герой Социалистического Труда (1982).

## Биография
В 1948 году окончил ремесленное училище № 13 города Магнитогорска, получил специальность вальцовщика.
После окончания училища работал в сортопрокатном цехе Магнитогорского металлургического комбината вальцовщиком. После службы в армии вернулся на комбинат. Начал работать во вновь построенном листопрокатном цехе № 3 вальцовщиком пятого клетьевого стана холодной прокатки.
В 1957 году стал старшим вальцовщиком, обучал своей профессии молодёжь для работы на ММК и других заводах. В 1958 году обучил работе на стене молодых вальцовщиков из Польской народной республики. За свой труд Зимин в 1966 году был награждён орденом «Знак Почёта», а в 1973 году — орденом Ленина. За достижения высоких производственных показателей в 1982 году ему было присвоено звание Герой Социалистического труда.
В последние годы работал мастером производственного обучения в своем родном ГОУ НПО «Профессиональный лицей №13».
Почётный гражданин города Магнитогорска (1996).
Скончался 20 февраля 2015 года. Похоронен на Правобережном кладбище Магнитогорска.